# Pieter de Jongh
Hendrikus Pieter de Jongh (Asperen, 8 december 1970) is een Nederlands voetbaltrainer. In Zimbabwe dichtte De Jongh zichzelf de bijnaam The Champ toe, vanwege zijn twee bekertitels die hij won met respectievelijk Highlanders en FC Platinum. Van februari 2023 tot januari 2024 was De Jongh hoofdtrainer van Silver Strikers uit Malawi.

## Voetbalcarrière
De Jongh speelde enkel in het amateurvoetbal en liep stage bij de jeugdafdelingen van enkele profclubs.

## Trainerscarrière
De Jongh trainde verschillende clubs in binnen- en buitenland. Van 2009 tot 2010 was De Jongh stagiair bij AZ onder hoofdtrainer Ronald Koeman. In 2020 was hij trainer van het Zimbabwaanse FC Platinum. Met FC Platinum wist De Jongh op 11 januari 2020 in de groepsfase van de CAF Champions League met 1–1 gelijk te spelen tegen de Afrikaanse grootmacht Al-Ahly. Op 14 maart 2020 wist De Jongh met FC Platinum de Castle Lager Challenge Cup te veroveren door met 2–0 te winnen van zijn oude club Highlanders, waarmee hij een jaar eerder de CBZ FA Cup won. Na het winnen van de Castle Lager Challenge Cup gaf De Jongh in het Engels een interview aan de Zimbabwaanse media, dat een jaar later viraal ging op Nederlandse sociale media, mede door het opvallende Nederlandse accent en een gebrekkige Engelse taalbeheersing van De Jongh. Dit maakte hem in een klap een bekende Nederlander.

## Boek
Op 22 mei 2023 was De Jongh als gast te zien in een uitzending van Veronica Offside, waarin hij zijn net uitgebrachte boek The Champ promootte.

## Erelijst als trainer
Highlanders
- CBZ FA Cup: 2019

 FC Platinum
- Castle Lager Challenge Cup: 2020

Individueel
- Castle Lager Coach of the Month (Zimbabwaans Trainer van de Maand): oktober 2019[7]